# 염화 타이타늄(III)
염화 타이타늄(III)(Titanium(III) chloride)은 화학식 TiCl 3 의 무기 화합물이다. 적어도 4종의 별개의 종이 같은 화학식을 가지고 있다.  TiCl 3는 티타늄의 가장 일반적인 할로겐화물 중 하나이며 폴리올레핀 제조에 중요한 촉매이다.

## 합성 및 반응
티타늄 금속과 염산의 반응에 의해 생성될 수 있다.

## 안전
삼염화티타늄 및 그 착물의 대부분은 일반적으로 산소나 수분과의 반응을 방지하기 위해 공기가 없는 조건에서 처리된다. TiCl 3 샘플은 상대적으로 공기에 안정하거나 발화성일 수 있다.